# Bahnhof Mikawa-Anjō
Der Bahnhof Mikawa-Anjō (jap. 三河安城駅, Mikawa-Anjō-eki) ist ein Bahnhof auf der japanischen Insel Honshū, der von der Bahngesellschaft JR Central betrieben wird. Er befindet sich in der Präfektur Aichi auf dem Gebiet der Stadt Anjō, südöstlich von Nagoya. Hier halten unter anderem Shinkansen-Hochgeschwindigkeitszüge, weshalb der Bahnhof ein wichtiger Verkehrsknoten ist.

## Verbindungen
Mikawa-Anjō ist ein Kreuzungsbahnhof, durch den zwei der bedeutendsten Bahnstrecken Japans verlaufen, die Tōkaidō-Shinkansen und die Tōkaidō-Hauptlinie. Beide verbinden Tokio mit Nagoya und Osaka, für ihren Betrieb ist die Bahngesellschaft JR Central zuständig.
Auf der Shinkansen-Schnellfahrstrecke wird Mikawa-Anjō üblicherweise zweimal je Stunde und Richtung von Kodama-Zügen bedient, die an allen Zwischenstationen halten. Hikari- und Nozomi-Züge halten hingegen nicht. An Werktagen verkehren auf der Tōkaidō-Hauptlinie tagsüber drei Züge je Stunde und Richtung, während der Hauptverkehrszeit vier. Es handelt sich dabei um Lokalzüge mit Halt an allen Bahnhöfen von Gifu über Nagoya nach Toyohashi, wobei etwa die Hälfte ab und bis Okazaki verkehren. Erschlossen wird der Bahnhof zusätzlich durch zwei Buslinien der Gesellschaft Ankuru Bus.

## Anlage
Der Bahnhof steht an der Grenze zwischen den Stadtteilen Mikawaanjōhonmachi im Westen und Mikawaanjōchō im Osten. Die Umgebung, die vor dem Bahnhofbau weitgehend unerschlossen war, entwickelte sich über die Jahre zu einem neuen Stadtteil, der vor allem von Hotels geprägt ist; ebenso haben sich hier mehrere Dienstleistungsunternehmen niedergelassen. Die Anlage besteht aus zwei Teilen Bahnhöfen, die rund 150 Meter voneinander entfernt liegen. Sie sind durch eine gedeckte Fußgängerbrücke miteinander verknüpft, welche die dazwischen liegenden Vorplätze und eine Straße überquert. Beide Bahnstrecken laufen von Südosten her spitzwinklig aufeinander zu und kreuzen sich etwa 300 Meter weiter westlich auf zwei Ebenen.
Der nördliche Bahnhofteil an der Tōkaidō-Hauptlinie besteht aus zwei Gleisen an zwei überdachten Seitenbahnsteigen. Darüber spannt sich das Empfangsgebäude in Form eines Reiterbahnhofs. Vier Gleise führen durch den südlich gelegenen Shinkansen-Bahnhofteil; die beiden äußeren Gleise liegen an überdachten Seitenbahnsteigen, während die beiden mittleren dem Überholen dienen. Das Shinkansen-Empfangsgebäude besitzt ein charakteristisches Mansarddach und ist einem dänischen Bauernhaus nachempfunden. In der Taishō-Zeit war die Mikawa-Ebene für ihre fortschrittliche Landwirtschaft bekannt und wurde „japanisches Dänemark“ genannt, da dieses nordische Land einen ähnlichen Ruf hatte. Ebenso unterhält Anjō seit 1997 eine Städtepartnerschaft mit dem dänischen Kolding.
Im Fiskaljahr 2019 zählte der Bahnhof täglich durchschnittlich 8001 Fahrgäste.

## Bilder

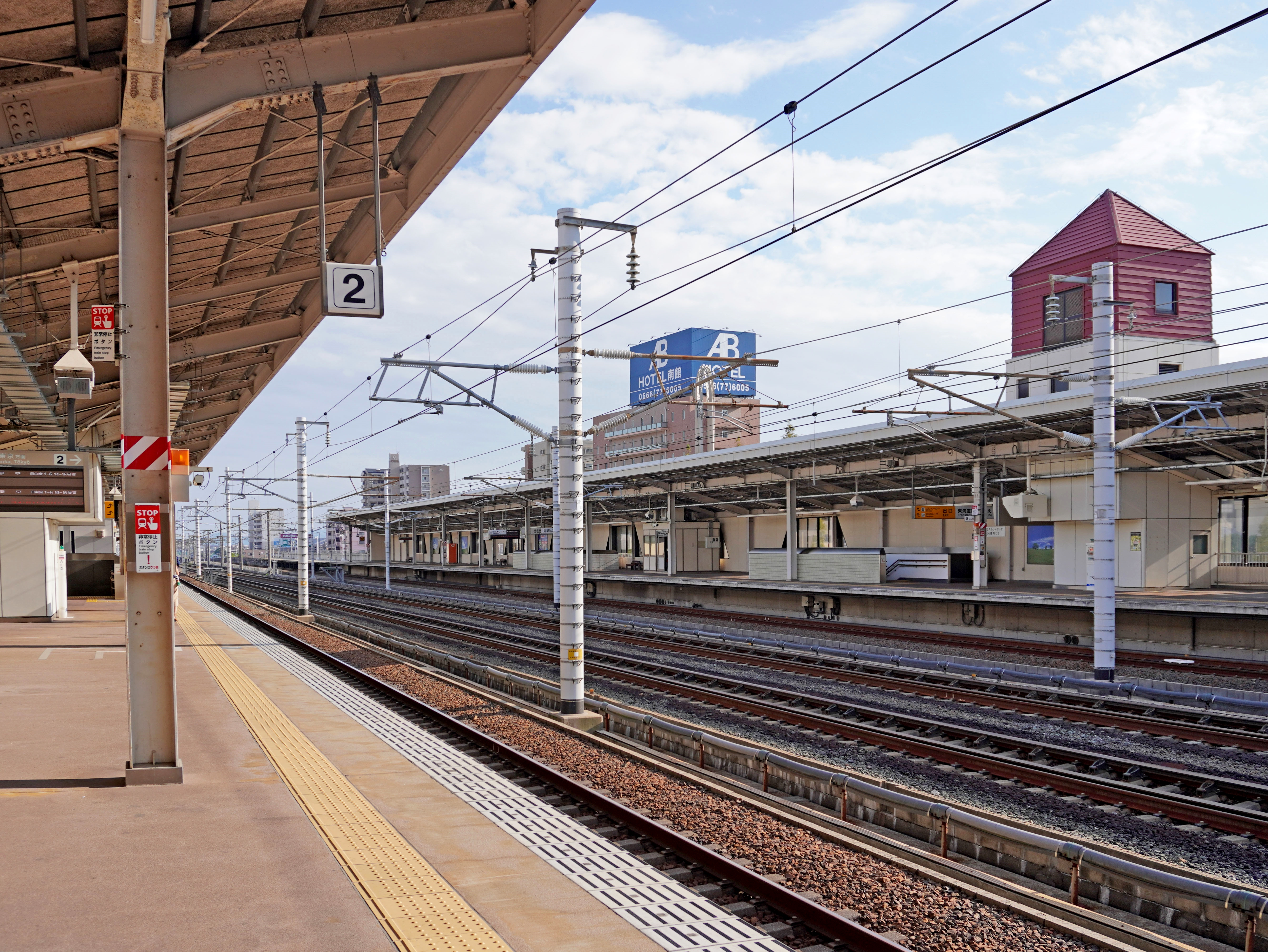
Shinkansen-Bahnsteige
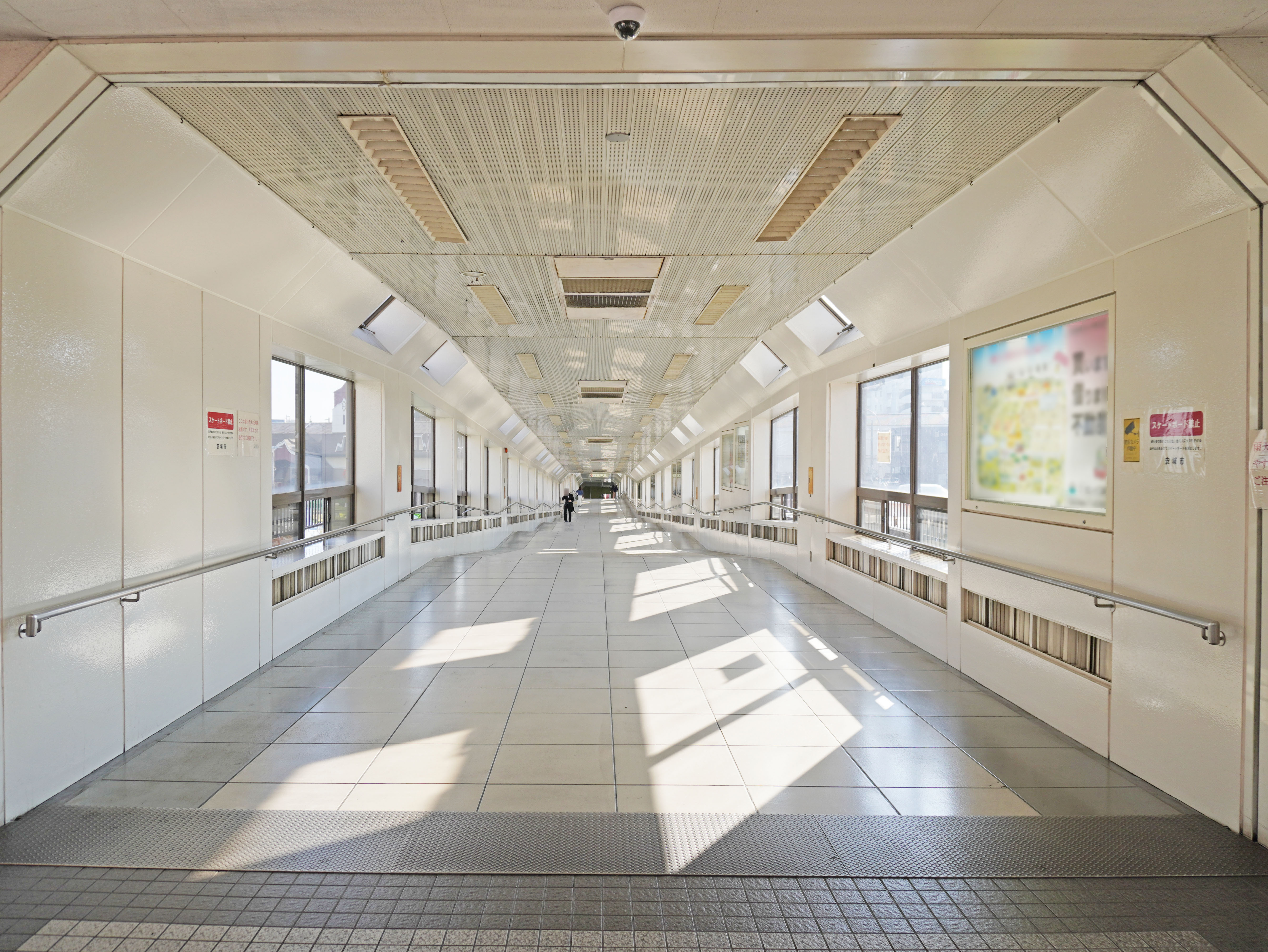
Fußgängerbrücke
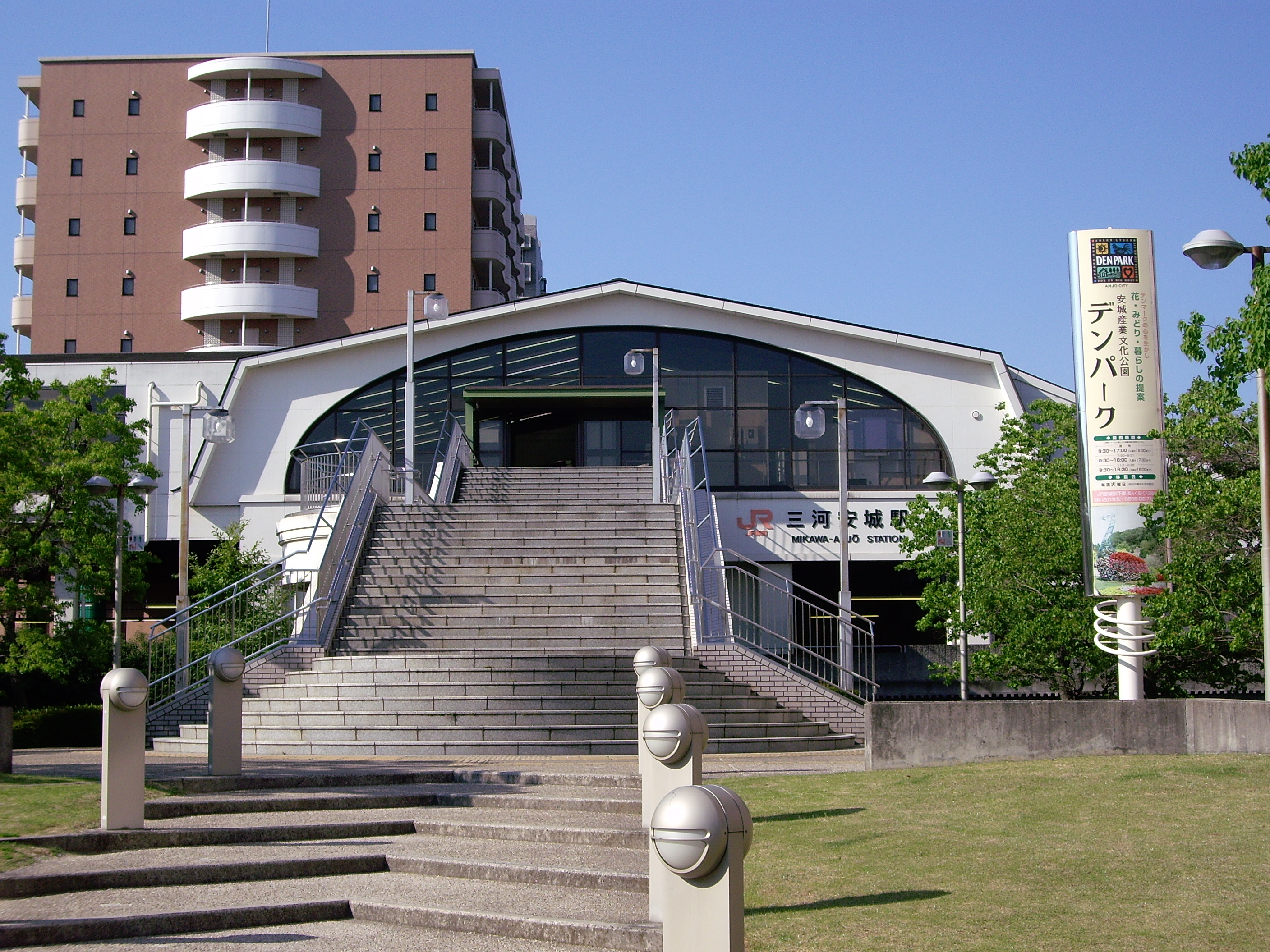
Südeingang zur Tōkaidō-Hauptlinie
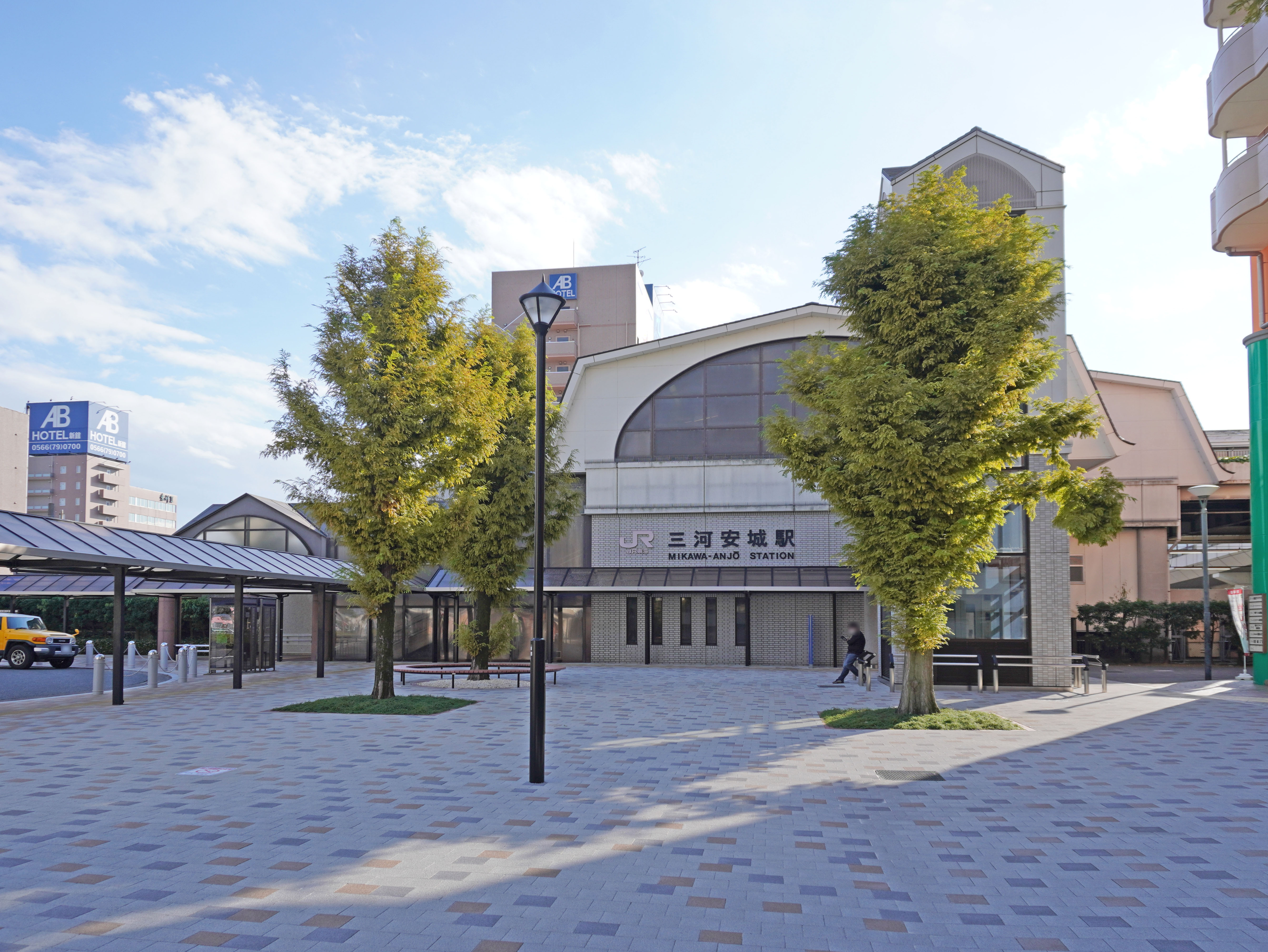
Nordeingang zur Tōkaidō-Hauptlinie
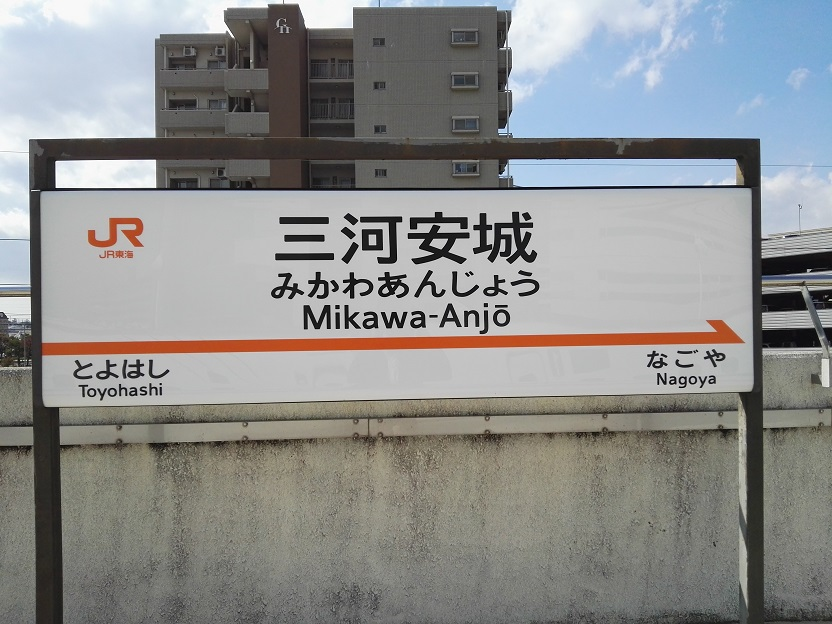
Namensschild der Shinkansen-Station (Oktober 2018)

## Gleise
| 1 | ▉ Tōkaidō-Shinkansen | Hamamatsu • Shizuoka • Shin-Yokohama • Tokio |
| 2 | ▉ Tōkaidō-Shinkansen | Nagoya • Kyōto • Shin-Osaka                  |
| 3 | ▉ Tōkaidō-Hauptlinie | Nagoya • Gifu • Maibara                      |
| 4 | ▉ Tōkaidō-Hauptlinie | Toyohashi                                    |

## Linien
| Verlauf der Tōkaidō-Shinkansen |
| --- |
| Tokyo • Shinagawa • Shin-Yokohama • Odawara • Atami • Mishima • Shin-Fuji • Shizuoka • Kakegawa • Hamamatsu • Toyohashi • Mikawa-Anjō • Nagoya • Gifu-Hashima • Maibara • Kyōto • Shin-Osaka |

| Verlauf der Tōkaidō-Hauptlinie (Toyohashi–Maibara) |
| --- |
| Toyohashi • Nishi-Kozakai • Aichi-Mito • Mikawa-Ōtsuka • Mikawa-Miya • Gamagōri • Mikawa-Shiotsu • Sangane • Kōda • Aimi • Okazaki • Nishi-Okazaki • Anjō • Mikawa-Anjō • Higashi-Kariya • Noda-Shinmachi • Kariya • Aizuma • Ōbu • Kyōwa • Minami-Ōdaka • Ōdaka • Kasadera • Atsuta • Kanayama • Otōbashi • Nagoya • Biwajima • Kiyosu • Inazawa • Owari-Ichinomiya • Kisogawa • Gifu • Nishi-Gifu • Hozumi • Ōgaki • Tarui • Sekigahara • Kashiwabara • Ōmi-Nagoka • Samegai • Maibara |

## Geschichte
Zwar führen die Tōkaidō-Hauptlinie seit 1888 und die Tōkaidō-Shinkansen seit 1964 durch die Region Mikawa, doch wegen der damals geringen Bebauungsdichte schien es zunächst nicht angebracht, am Kreuzungspunkt beider Strecken einen Bahnhof zu errichten. Die Entfernung zwischen Nagoya und Toyohashi war damals die größte zwischen zwei Bahnhöfen entlang der Schnellfahrstrecke, weshalb nach einigen Jahren der Wunsch aufkam, in der Mikawa-Ebene einen neuen zu bauen. Zu diesem Zweck gründeten die Stadt Anjō und umliegende Gemeinden 1974 einen Interessenverband, der Einfluss auf die Präfektur Aichi zu nehmen begann. 1983 gab die Präfekturverwaltung eine Planungsstudie in Auftrag und ein Jahr später traf sie die Entscheidung zugunsten des zukünftigen Standorts. Nachdem die Japanische Staatsbahn und die Stadt Anjō im März 1985 ein Abkommen über den Bau des Shinkansen-Bahnhofs unterzeichnet hatten, begannen die Bauarbeiten am 29. Juli desselben Jahres. Aufgrund der Staatsbahnprivatisierung übernahm die neue Bahngesellschaft JR East am 1. April 1987 die Projektleitung. Die Eröffnung des Bahnhofs erfolgte am 13. März 1988.